# Републикански път III-9044
Републикански път IIІ-9044 е третокласен път, част от Републиканската пътна мрежа на България, преминаващ изцяло по територията на Варненска област. Дължината му е 24 km.
Пътят се отклонява надясно при 17,5 km на Републикански път III-904 западно от село Горен чифлик и се насочва на север. Пресича река Камчия, минава през село Дъбравино, преодолява едва забелижим вододел и при село Юнак достига долината на Провадийска река. Оттук пътят продължава надолу по долината на реката, минава през селата Синдел и Тръстиково, напуска долината на Провадийска река и в източната част на град Девня се свързва с Републикански път I-2 при неговия 176,6 km.
| Пътища, отклоняващи се надясно (населено място, № на пътя, посока на пътя) | km   | Пътища, отклоняващи се наляво (посока на пътя, № на пътя, населено място) |
| -------------------------------------------------------------------------- | ---- | ------------------------------------------------------------------------- |
| Община Долни чифлик, III-904, 17,5 km →                                    | 0,0  | → 17,5 km, III-904, Община Долни чифлик                                   |
| Община Аврен                                                               | 0,3  | Община Аврен                                                              |
| с. Дъбравино                                                               | 3    | с. Дъбравино                                                              |
| с. Юнак                                                                    | 6,6  | с. Юнак                                                                   |
| (за с. Казашка река) общински път ←                                        | 8,2  |                                                                           |
| (от 121,7 km на I-9) III-9006, 24,7 km, с. Синдел →                        | 11,4 | → с. Синдел, общински път (за с. Царевци)                                 |
| с. Тръстиково                                                              | 15,4 | с. Тръстиково                                                             |
|                                                                            | 16,9 | → 25,8 km, III-9004 (до 38,6 km на III-904)                               |
| (от 109 km на I-9) III-9004, 24,8 km →                                     | 17,9 |                                                                           |
| Община Девня                                                               | 18,3 | Община Девня                                                              |
| (до гр. Варна) I-2, 176,6 km, гр. Девня ←                                  | 24,0 | ← гр. Девня, 176,6 km, I-2 (от ГКПП Дунав мост)                           |

Забележка
1. ↑  На протежение от 1 km, от km 16,9 до km 17,9 Републикански път III-9044 се дублира с Републикански път III-9004, от km 25,8 до km 24,8